# 스테디캠

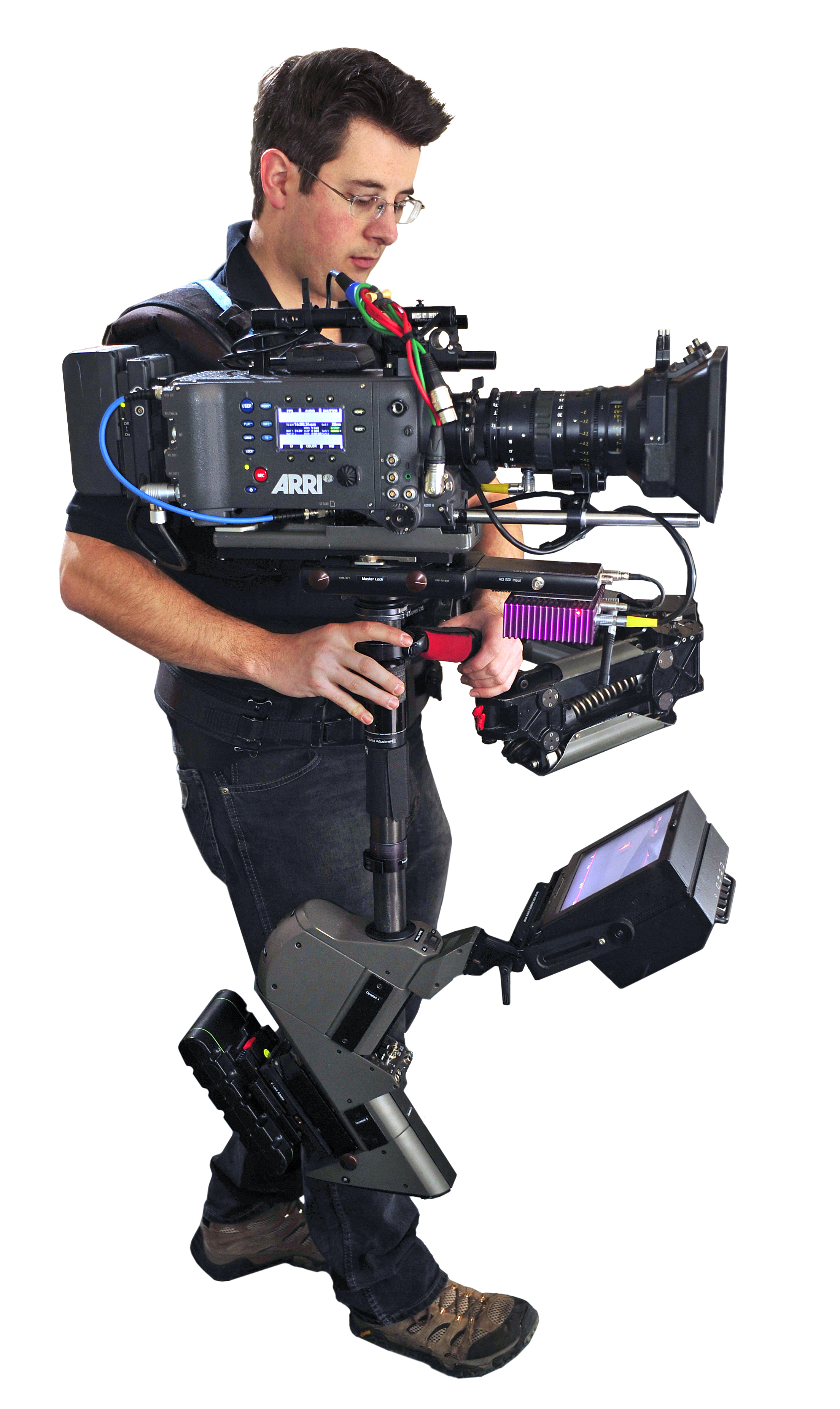
대형 스테디캠

스테디캠(영어: Steadicam)은 주로 동영상 촬영시 촬영자의 움직임의 영향을 받지 않고 안정된 촬영샷을 얻기 위해 사용되는 카메라 스태빌라이저중 대표적인 촬영장비이다. 참고로, 스테디캠이라는 용어는 촬영장비 제작회사인 미국 티펀(Tiffen)사의 등록상표명이기도 하다.

## 같이 보기
- 영화 제작(필름메이킹)
- 캠코더
- 카메라 스태빌라이저(영어판)
- 지미집(Jimmy Jib)
- 스파이더캠(영어판)
- 스카이캠(영어판)
- 헬리캠
- 시네마토그래피
- 필르마이징(필름룩)
- DOF 어댑터
- 프리프로덕션